# Lukas Dhont
Lukas Dhont (pronunciación en neerlandés: /ˈlukɑz ˈdɔnt/, Gante, Bélgica, 11 de junio de 1991) es un director y guionista belga, actualmente vive en Gante. Ha trabajado como director de varios cortometrajes y colaboró como director de fotografía. Su primera película largometraje, Girl, fue seleccionada por Un certain regard en la selección oficial del Festival de Cannes en 2018. En el festival fue galardonado con la Caméra d'Or y el Queer Palm.

## Primeros años
Dhont nació en Gante, Bélgica. Asistió a una escuela secundaria católica. De adolescente, Dhont trabajó como asistente de diseño de vestuario en sets de cine y televisión.
Su madre es profesora de moda en una escuela de arte. Tiene un hermano menor, Michiel, que es dos años menor que él y trabaja como productor. Tanto Dhont como Michiel se identifican como gais.

## Carrera
Debutó en 2018 con su primer largometraje, "Girl", una película dramática inspirada en la historia de Nora Monsecour que se centra en una chica trans que persigue una carrera como bailarina. "Girl" se estrenó en el Festival de Cine de Cannes 2018, donde ganó el premio Caméra d'Or a la Mejor Ópera Prima, así como la Queer Palm. Recibió el Premio André Cavens a la Mejor Película otorgado por la Asociación Belga de Críticos de Cine y fue seleccionada como la entrada belga para el Mejor Largometraje Internacional en los 91.º Premios de la Academia. Obtuvo nueve nominaciones en la 9.ª edición de los Premios Magritte y ganó cuatro, incluyendo Mejor Película Flamenca y Mejor Guion para Dhont.
En 2019, Dhont fue incluido en la lista "Forbes 30 Under 30" de Forbes.
Su segundo largometraje, "Close", protagonizado por Émilie Dequenne y Léa Drucker, se estrenó en competencia en el Festival de Cine de Cannes 2022, donde compartió el Gran Premio con "Stars At Noon" de Claire Denis. También ganó el Premio de Cine de Sídney en junio de 2022. La película está basada en sus propias experiencias escolares y narra la historia de la amistad entre dos chicos en su adolescencia temprana. En 2023, la película fue nominada al Premio de la Academia a la Mejor Película Internacional en los 95.º Premios de la Academia.
En junio de 2023, Dhont fue invitado a convertirse en miembro de la Academia de Artes y Ciencias Cinematográficas.

## Filmografía
| Año  | Título original       | Título                 | Director | Guionista | Director de fotografía | Productor | Notas   |
| ---- | --------------------- | ---------------------- | -------- | --------- | ---------------------- | --------- | ------- |
| 2012 | Corps perdu           | Headlong               | Sí       | Sí        | No                     | No        | 17 min. |
| 2012 | De Lucht in mijn Keel | El aire en mi garganta | No       | Sí        | No                     | No        | 13 min. |
| 2012 | Huid von Glas         | Skin of Glass          | Sí       | No        | Sí                     | No        | 11 min. |
| 2014 | L'Infini              | L'Infini               | Sí       | Sí        | No                     | No        | 22 min  |
| 2018 | Girl                  | Girl                   | Sí       | Sí        | No                     | No        | 1h 45m  |
| 2021 | Our Nature            | Our Nature             | Sí       | Sí        | No                     | No        | 4 min   |
| 2022 | Close                 | Close                  | Sí       | Sí        | No                     | No        | 1h 44m  |
| 2023 | Gun                   | Gun                    | No       | No        | No                     | Sí        | 18 min  |

## Premios y distinciones
| Año  | Festival                                                          | Trabajo  | Categoría                                                       | Resultado | Ref           |
| ---- | ----------------------------------------------------------------- | -------- | --------------------------------------------------------------- | --------- | ------------- |
| 2024 | National Board of Review                                          | Close    | Mejor película en lengua extranjera                             | Ganador   | [ 30 ]        |
| 2024 | Premios del Cine Polaco                                           | Close    | Mejor película europea                                          | Nominado  | [ 31 ]        |
| 2024 | Premio Bodil                                                      | Close    | Premio Bodil a la mejor película no americana                   | Ganador   | [ 32 ] [ 33 ] |
| 2004 | Premios Gopo                                                      | Close    | Mejor película europea                                          | Nominado  | [ 34 ]        |
| 2024 | Premios Gaudí                                                     | Close    | Mejor película europea                                          | Nominado  | [ 35 ]        |
| 2024 | Robert Awards                                                     | Close    | Mejor película en idioma no inglés                              | Ganador   | [ 36 ]        |
| 2023 | Ensor Award                                                       | Close    | Mejor película                                                  | Ganador   | [ 37 ]        |
| 2023 | Ensor Award                                                       | Close    | Mejor director                                                  | Ganador   | [ 37 ]        |
| 2023 | Ensor Award                                                       | Close    | Mejor guion                                                     | Ganador   | [ 37 ]        |
| 2019 | Ensor Award                                                       | Girl     | Mejor película                                                  | Ganador   | [ 38 ]        |
| 2019 | Ensor Award                                                       | Girl     | Mejor director                                                  | Ganador   | [ 38 ]        |
| 2019 | Ensor Award                                                       | Girl     | Mejor guion                                                     | Ganador   | [ 38 ]        |
| 2018 | Ensor Award                                                       | Girl     | Mejor Debut Nacional                                            | Ganador   | [ 39 ]        |
| 2015 | Ensor Award                                                       | L´Infini | Mejor Cortometraje                                              | Ganador   | [ 40 ]        |
| 2023 | Dorian Awards                                                     | Close    | Película del año en lengua no inglesa                           | Nominado  | [ 41 ]        |
| 2023 | Premios Óscar                                                     | Close    | Óscar a la mejor película internacional                         | Nominado  | [ 42 ]        |
| 2023 | Premios de la Crítica Cinematográfica                             | Close    | Mejor película de habla no inglesa                              | Nominado  | [ 43 ]        |
| 2023 | Premios César                                                     | Close    | Mejor película extranjera                                       | Nominado  | [ 44 ]        |
| 2019 | Premios César                                                     | Girl     | Mejor película extranjera                                       | Nominado  | [ 45 ]        |
| 2023 | Premios Globo de Oro                                              | Close    | Mejor película en lengua no inglesa                             | Nominado  | [ 46 ]        |
| 2019 | Premios Globo de Oro                                              | Girl     | Mejor película en lengua no inglesa                             | Nominado  | [ 47 ]        |
| 2023 | Premios Magritte                                                  | Close    | Mejor película                                                  | Ganador   | [ 48 ]        |
| 2023 | Premios Magritte                                                  | Close    | Mejor guion                                                     | Ganador   | [ 48 ]        |
| 2019 | Premios Magritte                                                  | Girl     | Mejor película                                                  | Ganador   | [ 49 ]        |
| 2019 | Premios Magritte                                                  | Girl     | Mejor guion                                                     | Ganador   | [ 49 ]        |
| 2023 | Premios Amanda                                                    | Close    | Mejor película en lengua extranjera                             | Ganador   | [ 50 ]        |
| 2022 | Premios del Cine Europeo                                          | Close    | Mejor película europea                                          | Nominado  | [ 51 ]        |
| 2022 | Premios del Cine Europeo                                          | Close    | Mejor director europeo                                          | Nominado  | [ 51 ]        |
| 2022 | Premios del Cine Europeo                                          | Close    | Mejor guionista europeo                                         | Nominado  | [ 51 ]        |
| 2022 | Premios del Cine Europeo                                          | Close    | Premio de Cine Universitario Europeo                            | Nominado  | [ 52 ]        |
| 2019 | Premios del Cine Europeo                                          | Girl     | Mejor película europea                                          | Nominado  | [ 53 ]        |
| 2018 | Premios del Cine Europeo                                          | Girl     | Descubrimiento europeo                                          | Nominado  | [ 54 ]        |
| 2018 | Premios del Cine Europeo                                          | Girl     | Premio Lux de la Academia de Cine Europeo                       | Ganador   | [ 54 ]        |
| 2022 | Premios Satellite                                                 | Close    | Mejor película extranjera                                       | Nominado  | [ 55 ]        |
| 2022 | Premios Satellite                                                 | Close    | Mejor guion original                                            | Nominado  | [ 55 ]        |
| 2022 | Premios del Cine Independiente Británico                          | Close    | Mejor Película Independiente Internacional                      | Nominado  | [ 56 ]        |
| 2022 | Festival Internacional de Cine de Chicago                         | Close    | Silver Hugo Jury Award                                          | Ganador   | [ 57 ]        |
| 2022 | Festival Internacional de Cine de Chicago                         | Close    | Gold Q-Hugo                                                     | Ganador   | [ 57 ]        |
| 2022 | Festival Internacional de Cine de Miskolc                         | Close    | CICAE Jury Prize                                                | Ganador   | [ 58 ]        |
| 2018 | Festival de Cannes                                                | Girl     | Un certain regard                                               | Nominado  | [ 4 ]         |
| 2018 | Festival de Cannes                                                | Girl     | Caméra d'or                                                     | Ganador   | [ 4 ]         |
| 2018 | Festival de Cannes                                                | Girl     | Queer Palm                                                      | Ganador   | [ 59 ]        |
| 2022 | Festival de Cannes                                                | Close    | Palma de Oro                                                    | Nominado  | [ 60 ]        |
| 2022 | Festival de Cannes                                                | Close    | Gran Premio del Jurado                                          | Ganador   | [ 60 ]        |
| 2022 | Festival de Cannes                                                | Close    | Queer Palm                                                      | Nominado  | [ 61 ]        |
| 2022 | Festival Internacional de Cine de Noruega                         | Close    | Premio de la Crítica de Cine de Noruega                         | Ganador   | [ 62 ]        |
| 2018 | Festival de Cine Europeo Palić                                    | Girl     | Torre Dorada a la Mejor Película                                | Ganador   | [ 63 ]        |
| 2022 | Festival de Cine Europeo Palić                                    | Close    | Premio del Público Lista Gorki                                  | Ganador   | [ 64 ]        |
| 2022 | Festival internacional de cine francófono de Acadia               | Close    | Mejor Largometraje Internacional                                | Ganador   | [ 65 ]        |
| 2022 | Festival de Cine de Hamburgo                                      | Close    | Premio al cine de autor                                         | Ganador   | [ 66 ]        |
| 2012 | Film Fest Ghent                                                   | Headlong | Mención especial                                                | Ganador   | [ 67 ]        |
| 2014 | Film Fest Ghent                                                   | L'Infini | Mejor cortometraje estudiantil belga                            | Ganador   | [ 68 ]        |
| 2022 | Hamptons International Film Festival                              | Close    | Mejor largometraje narrativo                                    | Ganador   | [ 69 ]        |
| 2022 | Festival Internacional de Cine de Haifa                           | Close    | Premio a la mejor película                                      | Ganador   | [ 70 ]        |
| 2022 | Ljubljana International Film Festival                             | Close    | Kinotrip Young Jury Award                                       | Ganador   | [ 71 ]        |
| 2022 | Ljubljana International Film Festival                             | Close    | Slovenian Art Cinema Association Award                          | Ganador   | [ 71 ]        |
| 2022 | Mill Valley Film Festival                                         | Close    | Favorito del público: cine mundial (idioma extranjero)          | Ganador   | [ 72 ]        |
| 2022 | Festival de Cine Europeo de Sevilla                               | Close    | Gran Premio del Jurado                                          | Ganador   | [ 73 ]        |
| 2022 | Festival de Cine de Sídney                                        | Close    | Premio de Cine de Sídney                                        | Ganador   | [ 74 ]        |
| 2022 | Austin Film Critics Association                                   | Close    | Mejor Película Internacional                                    | Nominado  | [ 75 ]        |
| 2022 | Asociación Belga de Críticos de Cine                              | Close    | Grand Prix                                                      | Nominado  | [ 76 ]        |
| 2022 | Asociación Belga de Críticos de Cine                              | Close    | Premio André Cavens                                             | Ganador   | [ 77 ]        |
| 2018 | Asociación Belga de Críticos de Cine                              | Girl     | Premio André Cavens                                             | Ganador   | [ 78 ]        |
| 2022 | Asociación de Críticos de Cine de Chicago                         | Close    | Mejor película en lengua extranjera                             | Nominado  | [ 79 ]        |
| 2022 | Asociación de Críticos de Cine de Dallas-Fort Worth               | Close    | Mejor película en lengua extranjera                             | Nominado  | [ 80 ]        |
| 2022 | Georgia Film Critics Association                                  | Close    | Mejor Película Internacional                                    | Nominado  | [ 81 ]        |
| 2023 | Asociación de Críticos de Hollywood                               | Close    | Mejor Película Internacional                                    | Nominado  | [ 82 ]        |
| 2022 | Asociación de Críticos de Cine de Houston                         | Close    | Mejor película en lengua extranjera                             | Nominado  | [ 83 ]        |
| 2022 | Sociedad de Críticos de Cine de San Diego                         | Close    | Mejor película en lengua extranjera                             | Nominado  | [ 84 ]        |
| 2022 | Círculo de Críticos de Cine del Área de la Bahía de San Francisco | Close    | Mejor Largometraje Internacional                                | Nominado  | [ 85 ]        |
| 2022 | Asociación de Críticos de Cine de San Luis                        | Close    | Mejor Largometraje Internacional                                | Nominado  | [ 86 ]        |
| 2022 | Asociación de Críticos de Cine de Washington D. C.                | Close    | Mejor película internacional/en lengua extranjera               | Nominado  | [ 87 ]        |
| 2019 | French Syndicate of Cinema Critics                                | Girl     | Mejor ópera prima extranjera                                    | Ganador   | [ 88 ]        |
| 2019 | Premios Goya                                                      | Girl     | Mejor película europea                                          | Nominado  | [ 89 ]        |
| 2018 | Federación Internacional de la Prensa Cinematográfica             | Girl     | Un Certain Regard FIPRESCI Prize                                | Ganador   | [ 90 ]        |
| 2019 | Premios Lumières                                                  | Girl     | Mejor película europea                                          | Ganador   | [ 91 ]        |
| 2018 | Festival Internacional de Cine de San Sebastián                   | Girl     | Premio Sebastiane del Festival de San Sebastián                 | Ganador   | [ 92 ]        |
| 2018 | Festival Internacional de Cine de San Sebastián                   | Girl     | Premio del Público de San Sebastián a la Mejor Película Europea | Ganador   | [ 92 ]        |
| 2018 | Festival de Cine de Londres                                       | Girl     | Trofeo Sutherland                                               | Ganador   | [ 93 ]        |
| 2018 | Festival de Cine de Zúrich                                        | Girl     | Golden Eye                                                      | Ganador   | [ 94 ]        |